# نهر شبريه
نهر شپريه أو سبري (بالألمانية: Spree) و(بالتشيكية: Spréva) أَحَّد أَنهارٌ جُمهُوريَّة ألمانيا الاِتّحاديّة. يبلِّغُ طُول النَّهر حَوالَي 400  كم (250  ميل).